# Lucie Surovcová
Lucie Surovcová (* 30. November 1987) ist eine ehemalige tschechische Grasskiläuferin. Sie gehörte dem B-Kader der tschechischen Grasskimannschaft an und nahm von 2006 bis 2008 an Weltcuprennen teil.

## Karriere
Lucie Surovcová bestritt ihre ersten FIS-Rennen im Juni 2006 in Rettenbach, kam aber in keinem der drei Wettbewerbe ins Ziel. Das erste zählbare Resultat gelang ihr am 12. August mit Platz neun im Super-G von Branná. Am 19. und 20. August nahm sie an den Weltcuprennen in České Petrovice teil. Während sie im Riesenslalom nach einem Torfehler im ersten Durchgang disqualifiziert wurde, belegte sie im Slalom als Vorletzte den achten Platz und holte damit ihre ersten Weltcuppunkte. In der Saison 2006 waren dies auch ihre einzigen Weltcuppunkte, womit sie in der Gesamtwertung als Vorletzte auf Rang 15 kam.
Im August 2007 startete Surovcová bei der Juniorenweltmeisterschaft in Welschnofen und erreichte dabei Platz vier im Riesenslalom und Rang fünf im Super-G. Einen Monat später nahm sie auch an der Weltmeisterschaft in Olešnice v Orlických horách teil, wo sie jeweils Zwölfte im Super-G und in der Super-Kombination wurde. Im Weltcup konnte sie in der Saison 2007 wieder nur einmal punkten: In der Super-Kombination von Forni di Sopra belegte sie den fünften und zugleich letzten Platz und kam damit im Gesamtklassement punktegleich mit den Iranerinnen Sahar Davari und Parisa Shahmoradpour auf den 16. und ebenfalls letzten Platz. Auch in der Saison 2008 kam die Tschechin nur in einem Weltcuprennen in die Punkteränge: Am 5. Juli wurde sie Zehnte im Riesenslalom von Čenkovice. Zuvor fuhr sie in den FIS-Rennen von Traisen zweimal auf Rang neun. In der Gesamtwertung konnte sie sich in diesem Jahr auf Platz zwölf verbessern. Ihr letztes Grasskirennen war ein Super-G des Tschechien-Cups am 27. Juli 2008.
Bis Februar 2008 nahm Lucie Surovcová auch an Rennen im Alpinen Skisport teil. Als bestes Resultat bei FIS-Rennen erreichte sie im Februar 2005 einen dritten Platz im Riesenslalom in Červenohorské sedlo.

## Erfolge

### Weltmeisterschaften
- Olešnice v Orlických horách 2007: 12. Super-G, 12. Super-Kombination

### Juniorenweltmeisterschaften
- Welschnofen 2007: 4. Riesenslalom, 5. Super-G

### Weltcup
- Drei Platzierungen unter den besten zehn